# NGC 862
NGC 862 ist eine Elliptische Galaxie vom Hubble-Typ E0 im Sternbild Phönix am Südsternhimmel. Sie ist schätzungsweise 237 Millionen Lichtjahre von der Milchstraße entfernt und hat einen Durchmesser von etwa 55.000 Lichtjahren. Sie ist die hellste Galaxie in der NGC 862-Gruppe (LGG 50) und bildet mit PGC 200050 vermutlich ein gravitativ gebundenes Galaxienpaar.
Das Objekt wurde am 5. September 1834 von John Herschel entdeckt.

## NGC 862-Gruppe (LGG 50)
| Galaxie  | Alternativname | Entfernung/Mio. Lj |
| -------- | -------------- | ------------------ |
| NGC 822  | PGC 8055       | 239                |
| NGC 862  | PGC 8487       | 237                |
| PGC 8028 | ESO 298-008    | 236                |